# Acidimicrobium
Acidimicrobium es un género de bacterias grampositivas de la familia Acidimicrobiaceae. Actualmente (2023) contiene una sola especie: Acidimicrobium ferrooxidans. Fue descrita en el año 1996. Su etimología hace referencia a microbio ácido. El nombre de la especie hace referencia a oxidación de hierro. Es acidófila y móvil. Tiene un tamaño de 0,3-0,4 μm de ancho por 1-1,5 μm de largo. Temperatura de crecimiento óptima de 45-50 °C, pH óptimo de 2. Tiene un genoma de 2,1 Mpb y un contenido de G+C de 67-68%. Se ha aislado en ambientes geotermales en Islandia. 